# Brendstrup Skov
Brendstrup Skov er en af de nye Aarhus Skove, rejst af Aarhus Kommune. Naturforvaltningen valgte sammen med staten i begyndelsen af 1990'erne at tilplante store landbrugsarealer i forlængelse af planen "Århus omkranset af Skove" fra 1988. 
Brendstrup Skov består fortrinsvist af bøg, eg og lærk. Der er dog også gjort meget ud af at indplante fuglekirsebær og andre arter, der fra skovbrynet vil sprede sig i området – bl.a. til glæde for fugle- og dyrelivet. Lærken fungerer primært som ammekultur og vil blive fjernet med tiden. 
Der findes fouragerende rådyr i Brendstrup Skov, og her er opsat et shelter med bålplads til overnatning i det fri. 
Brendstrup Skov ligger lige op til Marienlystparken, og parken opfattes indimellem som en del af skovområdet. Tilsammen er de to arealer på ca. 83 ha. Den vestlige del af Brendstrup Skov refereres nogle gange som Elhøj.

## Marienlystparken
Mellem boligkvarteret Herredsvang og Brendstrup Skov, ligger en af Aarhus største offentlige parker kaldet Marienlystparken. Parken består af en høj bakke skabt af overskudsjord, omkranset af fladere arealer med forskellige faciliteter så som en amfiscene, legeplads og en fodbold- og golfbane. Alt er fri til afbenyttelse året rundt, som i enhver anden offentlig park, dog kræver brug af golfbanen en henvendelse til Marienlyst Golfklub.

## Den grønne hovedstruktur
Ved implementeringen af "Århus omkranset af skove"-planen arbejdede man ud fra begrebet “den grønne hovedstruktur”, hvorved man forestiller sig byens bydele adskilt af naturområder, der i kiler og pletter maler byen grøn. Det er også med baggrund i denne filosofi, at det tætte stisystem i Brendstrup Skov er anlagt. Således kan man f.eks. i dag foretage en næsten ubrudt vandretur i varieret skov og natur fra Vestereng gennem Brendstrup skov, Marienlystparken over Viborgvej og gennem Hasle skov- og bakkelandskab, videre til Gjellerup Skov for til sidst at ende ved Brabrandsøen. Naturområderne Mollerup Skov og Egå Engsø der ligger øst for Vestereng, er ikke direkte forbundne til området her.